# 泉翔馬
泉 翔馬（いずみ しょうま、1996年5月20日 - ）は、北海道苫小牧市出身のプロアイスホッケー選手。ポジションはフォワード。アジアリーグアイスホッケーの横浜GRITSに所属。
普段は税理士法人ユナイテッドブレインズで働いている。愛称は"しょうま"。

## 経歴
ロシア、スウェーデン、デンマーク、王子イーグルス、ひがし北海道クレインズを経て、2022年7月25日にアジアリーグアイスホッケーの横浜GRITSに入団した。
2022-2023シーズンオフの2023年6月15日にGRITSと契約を継続した。
2023-2024シーズンオフの2024年5月25日にGRITSと契約を継続した。
2024-2025シーズンはオフの2025年5月9日にGRITSと契約を継続した。

## 人物
趣味はサウナとコーヒー。